# MuggleNet
MuggleNet is de grootste Harry Potter-fanwebsite ter wereld en opgericht door Emerson Spartz.

## Geschiedenis
Op 9 augustus 2005 lanceerde MuggleNet een podcast genaamd MuggleCast en een kledinglijn, speelgoedtoverstokken en andere merchandise. Voor het verschijnen van het laatste Potterboek, Harry Potter and the Deathly Hallows, publiceerde MuggleNet de best-selling novel Mugglenet.Com's What Will Happen in Harry Potter 7: Who Lives, Who Dies, Who Falls in Love and How Will the Adventure Finally End. Sinds 2008 is MuggleNet eigendom van Spartz, Inc, een in Indiana gevestigd bedrijf opgericht door Emerson Spartz in 2007.

## Inhoud
De website voorziet fans van nieuws, achtergrondartikelen en entertainment die gerelateerd zijn aan de Harry Potter boeken en films. De website maakt onder andere gebruik van een encyclopedie over de boeken, een IRC-netwerk, een discussieforum en multimedia zoals screenshots, bioscooptrailers en boekcovers. Tevens is er een fanfictionsectie, die wekelijks wordt aangepast met de beste content ingestuurd door fans. Daarnaast organiseert de site regelmatig een poll.

## Auteur en relaties
MuggleNet profiteert van een vriendschappelijke relatie met auteur J.K. Rowling, de schrijfster van de Harry Potter boeken, en de producers van de films. Rowling prees MuggleNet en gaf hun haar Fan Site Award. Rowling zelf bezoekt de website regelmatig, zoals ze eerder al op haar website beschreef. Ze leest voornamelijk nieuwsberichten, reacties door bezoekers, maar geeft nooit zelf commentaar. De auteur meldde ook dat ze de chatroom van de site heeft gebruikt en in discussie is gegaan met andere fans over Harry Potter theorieën. In juli 2005 nodigde Rowling Emerson Spartz en Melissa Anelli van The Leaky Cauldron, de op een na grootste Harry Potter fansite ter wereld, uit in haar huis in Edinburgh in Schotland voor een interview voor het boek Harry Potter en de Halfbloed Prins. De tekst van het interview werd door MuggleNet op hun website gepubliceerd.

## Samenwerking met filmproducent
Warner Brothers, de producers van de Harry Potter films, sturen regelmatig nieuwe informatie naar de site om de fans op de hoogte te houden van recente ontwikkelingen over de cast en de uitgave van nieuwe delen. De studio bezorgt MuggleNet ook uitgebreide inzichten in verband met nieuwe officiële websitedesigns, maar ook video's over het nieuwe Harry Potter themapark in Florida.